# HD 5526
HD 5526，又名BD+45 237，SAO 36795、HR 272，是一颗恒星，视星等为6.12，位于銀經124.07，銀緯-17.02，其B1900.0坐标为赤經0h 51m 59.9s，赤緯+45° -17.02′ 55″。